# Cutting Crew
«Cutting Crew» (Каттин(ґ) Крю) — британський гурт, створений в 1985 році в Лондоні, який грає музику на межі поп-року та нової хвилі. Один з найбільш відомих хітів — «(I Just) Died in Your Arms». Лідер гурту — Нік Ван Ід (Nick Van Eede, у час народження — Ніколас Ід (Nicholas Eede)).

## Кар'єра
Перший альбом групи — «Broadcast», випустили в 1986 році. Він став першим альбомом у США, записаним на «Virgin Records» Річарда Бренсона. Серед інших пісня «(I Just) Died in Your Arms», яка стала найпопулярнішим синґлом «Cutting Crew». Він посів перше місце в хіт-параді США і четверте у Великобританії. Пізніше її фрагмент використали в комп'ютерній грі «Grand Theft Auto: Vice City».
У 1987 році «Cutting Crew» номінували на премію «Ґреммі».

## Дискографія

### Альбоми
- Broadcast (1986) #16 US; #41 UK
- The Scattering (1989) #150 US
- Compus Mentus (1992)
- Grinning Souls (2006)

### Синґли
- «(I Just) Died in Your Arms» (1987) #1 US — 2 тижні, #4 UK
- «I've Been In Love Before» (1987) #9 US, #24 UK
- «One For the Mockingbird» (1987) #38 US, #52 UK
- «Any Colour» (1987) #83 UK
- «(Between A) Rock And A Hard Place» (1989) #77 US, #66 UK
- «The Scattering» (1989) #96 UK